# أبو حمام (دير الزور)
أبو حمام بلدة سورية تتبع ناحية هجين في منطقة البوكمال في محافظة دير الزور. بلغ عدد سكانها 21,947 نسمة في عام 2004 حسب إحصاء المكتب المركزي للإحصاء